# 1791 w literaturze
Wydarzenia literackie w 1791 roku.

## Nowe książki
- polskie
  - Franciszek Salezy Jezierski – Niektóre wyrazy porządkiem abecadła zebrane
- zagraniczne
  - James Boswell - The Life of Samuel Johnson, LL.D.
  - Donatien Alphonse François de Sade - Justyna czyli nieszczęścia cnoty

## Urodzili się
- 23 września – Theodor Körner, niemiecki poeta (zm. 1813)